# Friedrich Felsch
Friedrich Felsch (ur. 7 czerwca 1901, data śmierci nieznana) – zbrodniarz nazistowski, członek załogi niemieckiego obozu koncentracyjnego Mauthausen-Gusen i SS-Sturmmann.

## Życiorys
Z zawodu piekarz. Członek NSDAP i Waffen-SS. Przeszedł szkolenie w obozie głównym Mauthausen od 26 maja do 25 sierpnia 1944. Następnie skierowano go do podobozu Linz III gdzie przebywał od 25 sierpnia 1944 do 5 maja 1945. Felsch pełnił tam służbę jako strażnik w zakładach Hermann Göring, kierownik komanda więźniarskiego i dowódca oddziału wartowniczego.
Po zakończeniu wojny Felsch zasiadł na ławie oskarżonych w procesie załogi Mauthausen-Gusen (US vs. Hans Bergerhoff i inni), który toczył się przed amerykańskim Trybunałem Wojskowym w Dachau. 23 czerwca 1947 został on skazany na karę dożywotniego pozbawienia wolności. Jak ustalił Trybunał oskarżony wielokrotnie maltretował więźniów, tak że odnoszono ich następnie do szpitala obozowego. Część z nich na skutek tego zmarła. W wyniku rewizji wyroku w dniu 26 lutego 1948 karę zmniejszono do 20 lat pozbawienia wolności. Potwierdzono wprawdzie zbrodnie Felscha, ale jednocześnie uznano, iż kara jest zbyt surowa.